# Vía Blanca

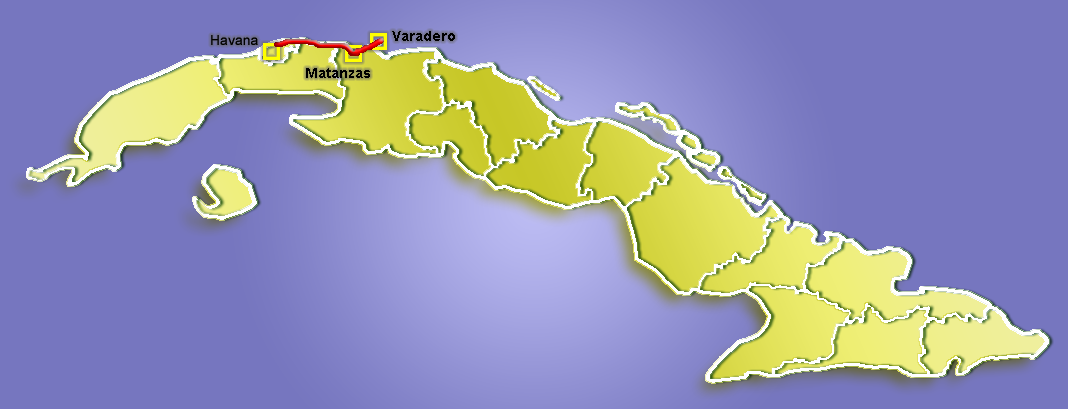
Locatie van de Vía Blanca

De Vía Blanca is een meerbaans snelweg in Cuba die de stad Havana verbindt met de steden Matanzas en Varadero. De weg heeft een totale lengte van 138 kilometer. De weg heeft zijn naam te danken aan de meanderende route die grotendeels langs de witte zandstranden van de noordkust van Cuba loopt. De weg biedt panoramische uitzichten over de stranden ten oosten van Havana, de hoogvlaktes van Havana en Matanzas en de vallei van Yumuri.
Het is een van de meest gebruikte wegen in Cuba, omdat het de hoofdstad Havana verbindt met een van de grootste toeristensteden van Cuba en de Caraïbische Zee, Varadero. Samen met de Autopista Nacional en de Carretera Central vormt het de drie belangrijkste wegen van het land.  Het is een weg met vier rijbanen (2×2) met diverse ongelijkvloerse kruisingen (knooppunten). De weg wordt gezien als de eerste snelweg van Cuba, hoewel tegenwoordig de weg niet geheel voldoet aan de standaard van een snelweg.

## Bouw
De aanleg van de weg begon in 1954. Het eerste gedeelte van 85 kilometer werd in 1960 afgerond met de aanleg van de brug van Bacunayagua, op de grens de provincies van Mayabeque en Matanzas. Het is de hoogste brug van Cuba, met een hoogte van 103,5 meter. Een andere belangrijke brug op het traject is de brug over de Canímar rivier die men bereikt bij het verlaten van de stad Matanzas richting Varadero.

## Route

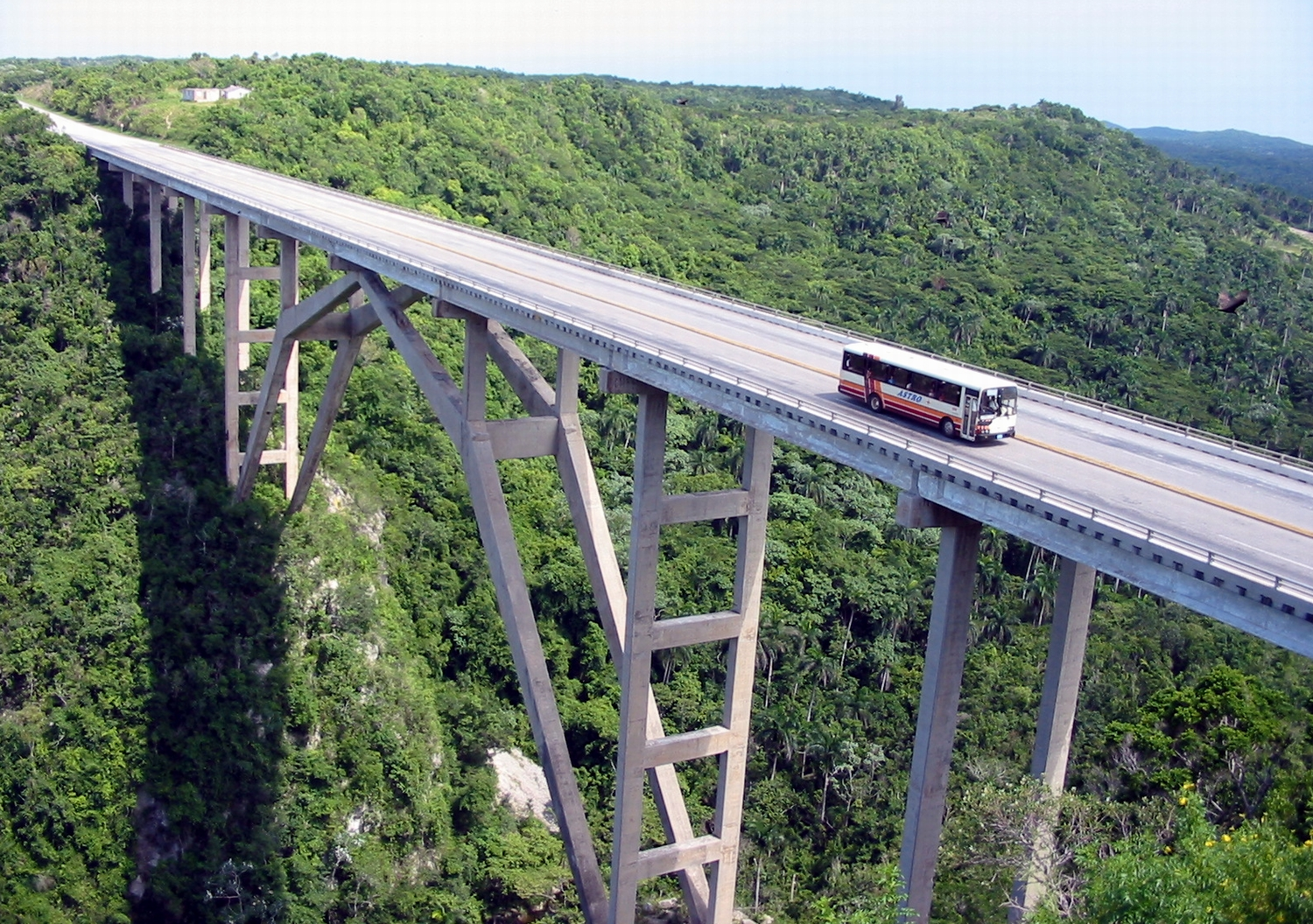
Brug van Bacunayagua

De Vía Blanca begint ten zuiden van de haven van Havana. De weg passeert enkele industriële terreinen rond de haven en dient als grens tussen de stadsdelen Regla en Guanabacoa. Vervolgens is er een knooppunt met de Vía Monumental in La Habana del Este. Op verder grondgebied van de stad, gaat deze weg door de stadsdelen:
- Alamar
- Playa Bacuranao (knooppunt)
- Playa Tarará (knooppunt)
- Playa Santa María del Mar (2 knooppunten)
- Guanabo
- Playa Brisas del Mar

In de provincie Mayabeque gaat de weg door:
- de olievelde van Boca de Jaruco
- Het dorp Santa Cruz del Norte (knooppunt)
- Playa Jibacoa (knooppunt)
- Verbindingsweg naar het dorp Arcos de Canasí

In de provincie Matanzas gaat de weg door:
- de brug van Bacunayagua
- het panoramische uitzicht op de vallei van Yumurí
- Matanzas

Dit gedeelte van de snelweg is ongeveer 85 kilometer lang.
Het tweede gedeelte van de Vía Blanca loopt tussen Matanzas en Varadero en is 53 kilometer lang. Dit traject werd in de jaren '90 van de 20e eeuw gebouwd en heeft de status snelweg, omdat de weg in het midden wordt gescheiden door een middenberm. Dit traject loopt via:
- Viaduct van Matanzas (gebouwd over de monding van de San Juan rivier in zee)
- Universiteit van Matanzas
- Brug over de Canímar rivier
- Verbindingsweg naar het internationale vliegveld Juan Gualberto Goméz
- Boca de Camarioca
- tolpost (een van de twee bestaande in Cuba)
- Varadero